# 防衛医科大学校看護学科学生
防衛医科大学校看護学科学生（ぼうえいいかだいがっこうかんごがっかがくせい）とは、2014年4月防衛医科大学校に新設された看護師養成課程。

## 概要
これまで、自衛隊における看護師養成教育は自衛隊中央病院高等看護学院の学生（陸自看護学生）と防衛医科大学校高等看護学院、自衛隊地区病院の准看護師課程の3つが存在していた。このうち、看護師養成課程については2012年（平成24年）11月に成立した自衛隊法等の一部を改正する法律（平成24年法律第100号）に基づき、中央病院と防衛医科大学校の高等看護学院を統合する形で防衛医科大学校内に4年制の看護学科を新設した。なお、中央病院高等看護学院と防衛医科大学校高等看護学院生としての採用は2013年入校生（2012年度募集分）を最後に停止し、両院は2016年3月末をもって廃止された。
|              | 自衛隊中央病院 高等看護学院 （陸自看護学生） （2016年廃止） | 防衛医科大学校 高等看護学院生 （2016年廃止） | 防衛医科大学校 看護学科学生(自衛官) | 防衛医科大学校 看護学科学生(技官) |
| ------------ | ----------------------------------------------------------- | -------------------------------------------- | ----------------------------------- | --------------------------------- |
| 入学時の身分 | 陸上自衛官/2等陸士 （非任期制隊員）                         | 定数外自衛隊員                               | 定数外自衛隊員                      | 定数外自衛隊員                    |
| 採用数       | 約50名                                                      | 約80名                                       | 約75名（※）                         | 約45名（※）                       |
| 教育年限     | 三年                                                        | 三年                                         | 四年                                | 四年                              |
| 任用階級     | 二等陸曹                                                    | 医療職技官                                   | 陸・海・空曹長 →約1年後幹部自衛官   | 医療職技官                        |
| 主要勤務地   | 陸上自衛隊病院 衛生科部隊                                   | 防衛医科大学校病院                           | 陸・海・空自衛隊病院                | 防衛医科大学校病院                |
| 償還金       | なし                                                        | なし                                         | あり （卒業後六年未満離職まで）     | あり （卒業後六年未満離職まで）   |

（※）平成二十六年度防衛医科大学校医学教育部看護学科技官候補学科学生募集案内より